# Loris Vellar
Loris Vellar (Roana, 7 novembre 1950) è un ex pattinatore di velocità su ghiaccio italiano.

## Biografia
Nato nel 1950 a Roana, in provincia di Vicenza, a 25 anni ha partecipato ai Giochi olimpici di Innsbruck 1976 nei 5000 m, dove è arrivato 31º con il tempo di 8'31"85.
Si è ritirato nel 1976, a 26 anni.